# Примгар (Айова)
Примгар (англ. Primghar) — город в США, в округе О’Брайен штата Айова. Население — 896 человек (2020).

## География
Примгар расположен по координатам 43°05′11″ с. ш. 95°37′15″ з. д. (43.086379, -95.620903). По данным Бюро переписи населения США в 2010 году город имел площадь 3,58 км², вся площадь — суша.

## Демография
| Год переписи | Нас. |  | %±     |
| ------------ | ---- |  | ------ |
| 1880         | 143  |  | —      |
| 1890         | 519  |  | 262,9% |
| 1900         | 814  |  | 56,8%  |
| 1910         | 733  |  | −10%   |
| 1920         | 921  |  | 25,6%  |
| 1930         | 962  |  | 4,5%   |
| 1940         | 1081 |  | 12,4%  |
| 1950         | 1152 |  | 6,6%   |
| 1960         | 1131 |  | −1,8%  |
| 1970         | 995  |  | −12%   |
| 1980         | 1050 |  | 5,5%   |
| 1990         | 950  |  | −9,5%  |
| 2000         | 891  |  | −6,2%  |
| 2010         | 909  |  | 2%     |
| 2020         | 896  |  | −1,4%  |

Согласно переписи 2010 года, в городе проживало 909 человек в 392 домохозяйствах в составе 247 семей. Плотность населения составляла 254 человека/км². Было 444 квартиры (124/км²).
Расовый состав населения:
| - 96,5 % — белых - 0,4 % — азиатов - 0,3 % — коренных американцев - 0,3 % — чёрных или афроамериканцев |

К двум или более расам принадлежало 1,5 %. Доля испаноязычных составляла 2,2 % всего населения.
По возрастному диапазону население распределялось следующим образом: 23,8 % — лица младше 18 лет, 52,9 % — лица в возрасте 18-64 лет, 23,3 % — лица в возрасте 65 лет и старше. Медиана возраста жителя составила 43,9 лет. На 100 человек женского пола в городе приходилось 91,4 мужчины; на 100 женщин в возрасте от 18 лет и старше — 83,8 мужчин также старше 18 лет.
Средний доход на одно домашнее хозяйство составил 62 668 долларов США (медиана — 51 042), а средний доход на одну семью — 66 388 долларов (медиана — 68 036). За чертой бедности находилось 10,2 % человек, в том числе 16,4 % детей в возрасте до 18 лет и 7,4 % лиц в возрасте 65 лет и старше.
Гражданское трудоустроенное население составляло 491 человек. Основные области занятости: образование, здравоохранение и социальная помощь — 22,2 %, производство — 18,5 %, искусство, развлечения и отдых — 9,8 %, розничная торговля — 8,8 %.